# Atletismo nos Jogos Olímpicos de Verão de 2020 - Revezamento 4x100 m feminino
O evento do revezamento 4x100 metros feminino nos Jogos Olímpicos de Verão de 2020 ocorreu entre os dias 5 e 6 de agosto de 2021 no Estádio Olímpico. Um total de dezesseis equipes de até cinco atletas cada (além de eventuais reservas) participaram.

## Qualificação
Os Comitês Olímpicos Nacionais (CONs) podem qualificar uma equipe de revezamento de uma das três maneiras a seguir:
- Os 8 primeiros CONs do Campeonato Mundial de Atletismo de 2019 qualificaram uma equipe de revezamento.
- Os 8 primeiros CONs no Campeonato Mundial de Revezamentos de 2021 qualificaram uma equipe de revezamento.
- Caso um CON tenha se colocado entre os 8 primeiros tanto no Campeonato Mundial quanto no Mundial de Revezamentos, a vaga foi alocada para o CON melhor ranqueado em 29 de junho de 2021. Foi o caso de duas equipes, fazendo com que duas vagas ficassem disponíveis através do ranking mundial.

Um total de cinco atletas podem ser inscritas para uma equipe de revezamento. Caso um CON também tenha inscrito atletas na prova individual correspondente (100 metros), as atletas devem ser incluídos no total de cinco (5) para o evento de revezamento. Além das cinco, os CONs podem nomear mais uma atleta reserva para cada equipe.
O período de qualificação foi originalmente de 1 de maio de 2019 a 29 de junho de 2020. Devido à pandemia de COVID-19, o período foi suspenso de 6 de abril de 2020 a 30 de novembro de 2020, com a data final estendida para 29 de junho de 2021. Os padrões de tempo de qualificação poderiam ser obtido em várias competições durante o período determinado que tenham a aprovação da IAAF. Tanto competições ao ar livre quanto em recinto fechado eram elegíveis para a qualificação. Os campeonatos continentais mais recentes podem ser contados no ranking, mesmo que não durante o período de qualificação

## Formato
O evento continua a usar o formato de duas fases (eliminatórias e final) introduzido em 2012. São 2 baterias iniciais, com as 3 primeiras equipes em cada uma e as 2 com os melhores tempos no geral avançando para a final.

## Calendário
Horário local (UTC +9)
| 5 de agosto   | 6 de agosto |
| 10:00         | 22:30       |
| ------------- | ----------- |
| Eliminatórias | Final       |

## Medalhistas
|  | JAM Jamaica |  | USA Estados Unidos                                                                         |  | GBR Grã-Bretanha                                               |
|  | Briana Williams Elaine Thompson-Herah Shelly-Ann Fraser-Pryce Shericka Jackson Natasha Morrison Remona Burchell |  | Javianne Oliver Teahna Daniels Jenna Prandini Gabrielle Thomas English Gardner Aleia Hobbs |  | Asha Philip Imani-Lara Lansiquot Dina Asher-Smith Daryll Neita |

## Recordes
Antes desta competição, os recordes mundiais, olímpicos e regionais existentes eram os seguintes:
| Tipo             | Atletas                                                       | Tempo | Local   | Data                 |
| ---------------- | ------------------------------------------------------------- | ----- | ------- | -------------------- |
| Recorde mundial  | Tianna Madison, Allyson Felix, Bianca Knight, Carmelita Jeter | 40.82 | Londres | 10 de agosto de 2012 |
| Recorde olímpico | Tianna Madison, Allyson Felix, Bianca Knight, Carmelita Jeter | 40.82 | Londres | 10 de agosto de 2012 |

### Por região
| Área                               | Tempo | Atletas                                                                     | Nação             |
| ---------------------------------- | ----- | --------------------------------------------------------------------------- | ----------------- |
| África                             | 42.39 | Beatrice Utondu, Faith Idehen, Christy Opara-Thompson, Mary Onyali-Omagbemi | Nigéria           |
| Ásia                               | 42.23 | Xiao Lin, Li Yali, Liu Xiaomei, Li Xuemei                                   | China             |
| Europa                             | 41.37 | Silke Gladisch, Sabine Rieger, Ingrid Auerswald, Marlies Göhr               | Alemanha Oriental |
| América do Norte, Central e Caribe | 40.82 | Tianna Madison, Allyson Felix, Bianca Knight, Carmelita Jeter               | Estados Unidos    |
| Oceania                            | 42.99 | Rachael Massey, Suzanne Broadrick, Jodi Lambert, Melinda Gainsford-Taylor   | Austrália         |
| América do Sul                     | 42.29 | Evelyn dos Santos, Ana Cláudia Lemos, Franciela Krasucki, Rosângela Santos  | Brasil            |

Os seguintes recordes nacionais foram estabelecidos durante a competição:
| CON          | Atletas                                                                           | Rodada        | Tempo | Notas |
| ------------ | --------------------------------------------------------------------------------- | ------------- | ----- | ----- |
| Grã-Bretanha | Asha Philip, Imani-Lara Lansiquot, Dina Asher-Smith, Daryll Neita                 | Eliminatórias | 41.55 |       |
| Suíça        | Riccarda Dietsche, Ajla Del Ponte, Mujinga Kambundji, Salomé Kora                 | Eliminatórias | 42.05 |       |
| Itália       | Irene Siragusa, Gloria Hooper, Anna Bongiorni, Vittoria Fontana                   | Eliminatórias | 42.84 |       |
| Dinamarca    | Mathilde Kramer, Astrid Glenner-Frandsen, Emma Beiter Bomme, Ida Karstoft         | Eliminatórias | 43.51 |       |
| Equador      | Marizol Landázuri, Anahí Suárez, Yuliana Angulo, Ángela Tenorio                   | Eliminatórias | 43.69 |       |
| Jamaica      | Briana Williams, Elaine Thompson-Herah, Shelly-Ann Fraser-Pryce, Shericka Jackson | Final         | 41.02 |       |

## Resultados

### Eliminatórias
Regra de qualificação: as 3 primeiras equipes de cada bateria (Q) e as seguintes 2 com tempos mais rápidos (q) avançam a final.

#### Bateria 1
| Pos. | Raia | CON                | Atletas                                                              | Reação | Tempo | Notas                |
| ---- | ---- | ------------------ | -------------------------------------------------------------------- | ------ | ----- | -------------------- |
| 1    | 5    | GBR Grã-Bretanha   | Asha Philip, Imani-Lara Lansiquot, Dina Asher-Smith, Daryll Neita    | .132   | 41.55 | Q,                   |
| 2    | 4    | USA Estados Unidos | Javianne Oliver, Teahna Daniels, English Gardner, Aleia Hobbs        | .140   | 41.90 | Q,                   |
| 3    | 6    | JAM Jamaica        | Briana Williams, Natasha Morrison, Remona Burchell, Shericka Jackson | .180   | 42.15 | Q,                   |
| 4    | 3    | FRA França         | Carolle Zahi, Orlann Ombissa-Dzangue, Gémima Joseph, Cynthia Leduc   | .156   | 42.68 | q,                   |
| 5    | 2    | NED Países Baixos  | Nadine Visser, Dafne Schippers, Marije van Hunenstijn, Naomi Sedney  | .151   | 42.81 | q,                   |
| 6    | 9    | ITA Itália         | Irene Siragusa, Gloria Hooper, Anna Bongiorni, Vittoria Fontana      | .143   | 42.84 | Recorde nacional     |
| 7    | 8    | JPN Japão          | Hanae Aoyama, Mei Kodama, Ami Saito, Remi Tsuruta                    | .145   | 43.44 | Recorde da temporada |
| 8    | 7    | ECU Equador        | Marizol Landázuri, Anahí Suárez, Yuliana Angulo, Ángela Tenorio      | .141   | 43.69 | Recorde nacional     |

#### Bateria 2
| Pos. | Raia | CON                   | Atletas                                                                   | Reação | Tempo | Notas                |
| ---- | ---- | --------------------- | ------------------------------------------------------------------------- | ------ | ----- | -------------------- |
| 1    | 7    | GER Alemanha          | Rebekka Haase, Alexandra Burghardt, Tatjana Pinto, Gina Lückenkemper      | .216   | 42.00 | Q,                   |
| 2    | 6    | SUI Suíça             | Riccarda Dietsche, Ajla Del Ponte, Mujinga Kambundji, Salomé Kora         | .166   | 42.05 | Q,                   |
| 3    | 3    | CHN China             | Liang Xiaojing, Ge Manqi, Huang Guifen, Wei Yongli                        | .137   | 42.82 | Q                    |
| 4    | 8    | POL Polônia           | Marika Popowicz-Drapała, Klaudia Adamek, Paulina Paluch, Pia Skrzyszowska | .156   | 43.09 | Recorde da temporada |
| 5    | 2    | BRA Brasil            | Bruna Farias, Ana Cláudia Lemos, Vitória Cristina Rosa, Rosângela Santos  | .128   | 43.15 | Recorde da temporada |
| 6    | 4    | NGR Nigéria           | Tobi Amusan, Nzubechi Grace Nwokocha, Patience Okon George, Ese Brume     | .164   | 43.25 |                      |
| 7    | 5    | DEN Dinamarca         | Mathilde Kramer, Astrid Glenner-Frandsen, Emma Beiter Bomme, Ida Karstoft | .157   | 43.51 | Recorde nacional     |
| 8    | 9    | TTO Trinidad e Tobago | Khalifa St. Fort, Michelle-Lee Ahye, Kai Selvon, Kelly-Ann Baptiste       | .196   | 43.62 | Recorde da temporada |

### Final
A final foi disputada em 6 de agosto, às 22:30 locais.
| Pos.              | Raia | CON                | Atletas                                                                           | Reação | Tempo | Notas                |
| ----------------- | ---- | ------------------ | --------------------------------------------------------------------------------- | ------ | ----- | -------------------- |
| Medalha de ouro   | 8    | JAM Jamaica        | Briana Williams, Elaine Thompson-Herah, Shelly-Ann Fraser-Pryce, Shericka Jackson | 0.188  | 41.02 | Recorde nacional     |
| Medalha de prata  | 6    | USA Estados Unidos | Javianne Oliver, Teahna Daniels, Jenna Prandini, Gabrielle Thomas                 | 0.132  | 41.45 | Recorde da temporada |
| Medalha de bronze | 5    | GBR Grã-Bretanha   | Asha Philip, Imani-Lara Lansiquot, Dina Asher-Smith, Daryll Neita                 | 0.121  | 41.88 |                      |
| 4                 | 7    | SUI Suíça          | Riccarda Dietsche, Ajla Del Ponte, Mujinga Kambundji, Salomé Kora                 | 0.166  | 42.08 |                      |
| 5                 | 4    | GER Alemanha       | Rebekka Haase, Alexandra Burghardt, Tatjana Pinto, Gina Lückenkemper              | 0.196  | 42.12 |                      |
| 6                 | 9    | CHN China          | Liang Xiaojing, Ge Manqi, Huang Guifen, Wei Yongli                                | 0.160  | 42.71 | Recorde da temporada |
| 7                 | 3    | FRA França         | Carolle Zahi, Orlann Ombissa-Dzangue, Gémima Joseph, Cynthia Leduc                | 0.146  | 42.89 |                      |
| —                 | 2    | NED Países Baixos  | Nadine Visser, Dafne Schippers, Marije van Hunenstijn, Naomi Sedney               | 0.148  | —     | DNF                  |

Legenda
| Recorde mundial      | Recorde mundial (World record)               |                       | Recorde africano                      | Recorde africano (African) |                                           | Q | Classificado por posição (Qualified) |
| Recorde olímpico     | Recorde olímpico (Olympic record)            | Recorde da América    | Recorde da América (Americas)         | q                          | Classificado por melhor tempo (Qualified) |   |                                      |
| Melhor marca do ano  | Melhor marca do ano (World leading)          | Recorde asiático      | Recorde asiático (Asian)              | DNS                        | Não largou (Did not start)                |   |                                      |
| Recorde nacional     | Recorde nacional (National record)           | Recorde europeu       | Recorde europeu (European)            | DNF                        | Não terminou (Did not finish)             |   |                                      |
| Recorde pessoal      | Recorde pessoal do atleta (Personal best)    | Recorde da Oceania    | Recorde da Oceania (Oceania)          | DSQ / DQ                   | Desclassificado (Disqualified)            |   |                                      |
| Recorde da temporada | Recorde da temporada do atleta (Season best) | Recorde sul-americano | Recorde sul-americano (South America) | NM                         | Sem marca (No mark)                       |   |                                      |